# Kruzslák Béla
Kruzslák Béla (Budapest, 1900. június 20. – Budapest, 1970. február 9.) vasesztergályos.

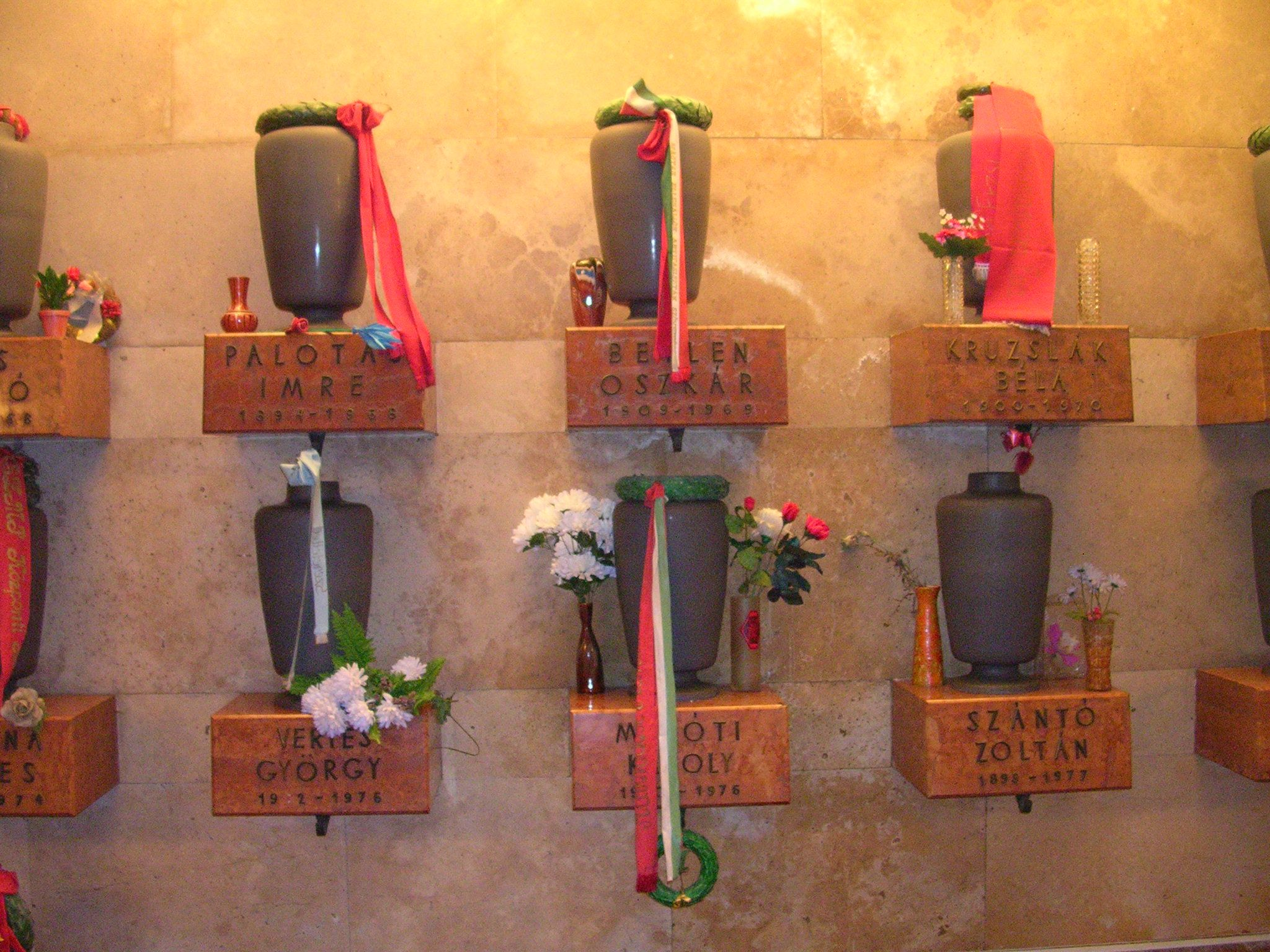
Urnája a Fiumei úti sírkert Munkásmozgalmi mauzóleumában, 2005-ben

## Életrajza
1917-ben belépett a Magyarországi Vas- és Fémmunkások Központi Szövetségébe. Gyári sztrájkok szervezésében vett részt különféle gépgyárakban 1917–18-ban. Az 1918 októberi polgári demokratikus forradalom idején tagja volt a népőrségnek; a Magyarországi Tanácsköztársaság alatt a román és a cseh fronton harcolt a Vörös Hadsereg 68. vadászzászlóaljával, majd hadifogságba került. 1923-ban lépett be az MSZDP-be, már elejétől fogva a baloldali ellenzékhez csatlakozott. 1927-ben tagja lett a KMP-nek, 1929-ben segédkezett létrehozni a csepeli üzemi sejtet. Ezután egy évig volt Bécsben és Párizsban, ahol pártmunkát végzett. 
1931-ben tér haza, ekkor megválasztották a Magyarországi Vas- és Fémmunkások Központi Szövetsége illegális kommunista csoportjának tagjává. 1932–34-ben vezette az Egyesült Szakszervezeti Ellenzéket, szerkesztő bizottsági tag volt az Ellenzéki Munkásnál. 1927-től 1943-ig összesen nyolc és fél évig ült börtönben, illetve volt internáló táborban. A második világháború során gépgyáraknál állt alkalmazásban, a Magyar Acélárugyárban üzemi főbizalmiként működött. 
1945 után Budapest XIII. kerületében a MKP megalapítóinak egyike volt, később kerületi titkár, országgyűlési képviselő lett, majd a Magyarországi Vas- és Fémmunkások Országos Szabad Szakszervezete választotta elnökségi tagjáva. 1949-től 1953-ig tanult a Műszaki Akadémián. 1954 és 1956 között tagja volt az MDP Központi Revíziós Bizottságának. 1950-től állami és gazdasági vezető tisztségeket ruháztak rá, így az Alumíniumgyár, a Magyar Felvonógyár igazgatója lett, 1957-ben Borsod megyében ipari városok kormánybiztosa volt. 1957-től 1965-ben történt nyugdíjazásáig főosztályvezetőként működött a Kohó- és Gépipari Minisztériumban. 1966-tól 1970-ig tagja volt az MSZMP Központi Ellenőrző Bizottságnak.

## Emlékezete
1975-től 1990-ig utca viselte a nevét Budapest XIII. kerületében (ma Gömb utca).

## Kitüntetései
- Magyar Szabadság érdemrend ezüst fokozata (1946)
- Munka Érdemrend arany fokozata
- Munkás-paraszt Hatalomért emlékérem
- A Munka Vörös Zászló Érdemrendje